# The Halifax Three
The Halifax Three, oorspronkelijk The Colonials, was een was een Canadese folkmuziekband uit de jaren 1960. De band trad op in Toronto en Montreal, voordat ze deel ging uitmaken van het folkcircuit in New York en een album opnam.

## Bezetting
- Pat LaCroix[4]
- Denny Doherty
- Richard Byrne
- Zal Yanovsky

## Geschiedenis
Denny Doherty, Pat LaCroix en Richard Byrne vormden in 1960 The Colonials in Halifax (Nova Scotia), waar ze een CBC-tv-programma presenteerden. Na optredens in Toronto en Montreal veranderde de band haar naam in The Halifax Three in 1963 en, met de toevoeging van de in Toronto geboren Zal Yanovsky, toerden ze met The Journeymen en speelden in de Carnegie Hall in New York. De band tekende bij Epic Records en bracht het album San Francisco Bay Blues uit. De band ging in 1965 uit elkaar. Doherty en Yanovsky vormden The Mugwumps met Cass Elliot en Jim Hendricks. Toen die band werd ontbonden, formeerde Yanovsky met John Sebastian The Lovin' Spoonful, terwijl Doherty zich bij The Journeymen van John Phillips en zijn vrouw Michelle voegde, om later, samen met Cass Elliot, The Mamas and the Papas te formeren. LaCroix werd fotograaf en jazzvocalist in Toronto. Byrne keerde terug naar Halifax, waar hij samen met Scott McCulloch en Michael Stanbury de kortstondige New Halifax III vormde uit het Singalong Jubilee van CBC-TV. In 2001 werd muziek van The Halifax Three opgenomen op het retro-verzamelalbum The Magic Circle.

## Discografie

### Singles
- 1963: Bull Train / Come On By (Epic Records)
- 1963: The Man Who Wouldn't Sing Along With Mitch / Come Down the Mountain Katie Daly (Epic Records)
- 1963: San Francisco Bay / All the Good Times (Epic Records)

### Albums
- 1963: The Halifax Three
- 1963: San Francisco Bay Blues
- 2002: Complete Halifax Three compilatie van beide albums en de single All the Good Times